# Северна Гърция
Северна Гърция (на гръцки: Βόρεια Ελλάδα) е един от четирите гръцки NUTS региони, създаден за статистически цели, без да има административни функции. Това е най-големият по територия, и втори най-населен регион (4 146 993 души, в т.ч. населението на Епир и Тесалия) – след Същинска Гърция (4 591 568 души).
Разположен е северно от Континентална Гърция, а в исторически план – от линията Арта-Волос. До 1988 г. в Солун има министерство на Северна Гърция, което в тази година е прекръстено на министерство на Македония и Тракия. БНР предава мнението на гръцкия композитор Стаматис Краунакис, че в Северна Гърция се говори български език.
До 2014 г. регионът обхваща четири административни области – Източна Македония и Тракия, Централна Македония, Западна Македония и Тесалия. От януари 2015 г. гръцките NUTS региони са преформулирани, като в Северна Гърция е включен Епир вместо Тесалия.
Най известните места за посещение в Северна Гърция са: Халкидики, Неа Перамос, Неа Ираклица, Тасос, Керамоти, Кавала и Солун. 